# Münchenberg bei Stecklenberg
Der Münchenberg bei Stecklenberg ist ein FFH-Gebiet in den Städten Quedlinburg und Thale im Landkreis Harz in Sachsen-Anhalt.

## Allgemeines
Das FFH-Gebiet ist circa 98 Hektar groß (beim Bundesamt für Naturschutz ist die Größe mit 96 Hektar angegeben). Es überschneidet sich mit dem Landschaftsschutzgebiet „Harz und nördliches Harzvorland“. Ein knapp 41 Hektar großer Bereich des FFH-Gebietes ist als Naturschutzgebiet „Münchenberg“ ausgewiesen. Ein Teil des FFH-Gebietes überlagert sich mit dem Naturdenkmal „Kahlenberg Neinstedt“. Das FFH-Gebiet ist durch die Landesverordnung zur Unterschutzstellung der Natura 2000-Gebiete im Land Sachsen-Anhalt (N2000-LVO LSA) seit dem 21. Dezember 2018 rechtlich gesichert. Zuständige untere Naturschutzbehörde ist der Landkreis Harz.

## Beschreibung
Das aus zwei Teilflächen bestehende FFH-Gebiet liegt östlich von Thale im Naturpark Harz/Sachsen-Anhalt. Es umfasst die Waldgesellschaften auf dem Münchenberg, Rumberg, Kleinem und Großem Silgenstieg und dem östlichen Teil des Kahlenbergs sowie kleinflächig Offenlandbereiche. Die Wälder sind größtenteils als Eichen-Hainbuchenwälder mit Traubeneiche und Hainbuche ausgebildet. Dazu gesellen sich Speierling und Kornelkirsche sowie Ahornarten. In der Strauchschicht stockt unter anderem die Hasel. In der Krautschicht siedeln unter anderem Gelbes Windröschen, Gefleckter Aronstab, Hohler Lerchensporn, Diptam, Schwärzende Platterbse, Blauroter Steinsame, Weißes Fingerkraut, Fliegenragwurz und Stattliches Knabenkraut. Die Offenlandbereiche werden überwiegend von Halbtrocken- bzw. Magerrasen eingenommen. Hier siedeln Blaugrüne Segge, Erdsegge, Wundklee, Hügelmeier, Sichelblättriges Hasenohr, Kleines Mädesüß, Fransenenzian, Bittere Kreuzblume und Ohrlöffelleimkraut sowie die Orchideenarten Stattliches Knabenkraut, Purpurknabenkraut, Bienenragwurz und Große Händelwurz. Kleinflächig sind auch Mähwiesen unter anderem mit Mittlerem Zittergras, Wiesenglockenblume, Wiesenpippau, Gewöhnlichem Hornklee und Kleiner Bibernelle ausgebildet.